# PPP! PiXiON
PPP! PiXiON（ピピピ！ピクション）は、かつて存在した日本の女性アイドルグループ。スターレイプロダクション所属。

## 概要
ニュースタイルプロダクション（現スターレイプロダクション）から事務所初のアイドルグループとして2012年12月19日に結成。千寿うらら脱退後活動を休止しているが、公式からのアナウンスはされていない。残った2人のメンバーはTOKYO PiXiONを経てbuGGとして活動した。

## 略歴
2012年
12月19日、お披露目イベント『前章 夢の扉』を渋谷ドクタージーカンズにて開催。
2013年
2月23日、『武道館まで駆け上がれ！～一人もこぼしちゃやーよ～駅伝』開催。
4月30日、1stワンマンライブ『3 peace world ～ファーストワンマン～』をTwinBox AKIHABARAで開催。二部構成となっており、各部3人ずつソロコーナーが設けられた。
7月28日、『TOKYO IDOL FESTIVAL 2013』に出演。
12月18日、結成一周年記念アトラクションを渋谷ドクタージーカンズにて開催。
2014年
1月2日、選抜選挙イベント開始。PPP! PiXiONの6名、PiiiiiiiNの5名の計11名から5名が選抜され、新曲に参加できるというもの。投票は物販で1000円購入時に1枚配布される投票券で行うシステムだった。
2月23日、選抜選挙結果発表。
5月24日、亀田と三上が脱退。
5月28日、伊東と北上が加入。
7月22日、北上が脱退。
12月17日、池田が加入。
2015年
3月3日、玉田が脱退。
7月22日、池田が脱退。
8月5日、小田原が脱退。
2016年
5月20日、千寿、南、早見が加入。
2017年
1月12日、南が脱退（2016年10月から謹慎）
2月6日、日本一制服が似合う男女を決めるコンテスト「第4回制服アワード」で鈴木えりかがグランプリを受賞。同年3月、ヤングジャンプが主催する「ゲンセキ2017 spring」にエントリー。
7月17日、鈴木媛子が加入。
8月19日、伊東が脱退。
9月、同じ事務所の「TOKYO5」と合体ユニット「TOKYO PiXiON」を結成。
11月10日、横山がヤングアニマル主催のYAグラ姫2018にファイナリストとしてエントリー。同誌22号の表紙にもなる。
2018年
3月、横山が脱退。
5月、鈴木えりかが脱退。これよりPPP! PiXiONの創設時メンバー全員が脱退したことになる。
8月 、女優を目指すために千寿が脱退。グループは事実上の活動休止。
10月、TOKYO PiXiONを「buGG」に改名。

## メンバー
活動停止時のメンバー
| 名前                   | 担当色   | 生年月日（年齢）       | 出身地 | 備考                                                                             |
| ---------------------- | -------- | ---------------------- | ------ | -------------------------------------------------------------------------------- |
| 早見玲花 はやみ れいか | ブルー   | 2000年11月22日（24歳） | 福岡県 | 2016年5月加入 後にTOKYO PiXiON→buGG                                              |
| 鈴木媛子 すずき ひめこ | ホワイト | 2000年1月7日（25歳）   | 千葉県 | 2017年7月加入 元ジュネス☆プリンセス2期生→元PiiiiiiiN候補生 後にTOKYO PiXiON→buGG |

### 旧メンバー
| 名前                       | 担当色   | 生年月日（年齢）       | 加入       | 脱退      |
| -------------------------- | -------- | ---------------------- | ---------- | --------- |
| 亀田理沙 かめだ りさ       |          | 1997年1月9日（28歳）   | 初期       | 2014年5月 |
| 三上すみれ みかみ すみれ   |          | 1997年10月27日（27歳） | 初期       | 2014年5月 |
| 北上あいか きたがみ あいか |          | 1996年3月3日（29歳）   | 2014年5月  | 2014年7月 |
| 玉田あかり たまだ あかり   |          | 1995年2月3日（30歳）   | 初期       | 2015年3月 |
| 池田愛 いけだ まな         |          | 1996年12月31日（28歳） | 2014年12月 | 2015年7月 |
| 小田原しほ おだはら しほ   |          | 1996年7月5日（29歳）   | 初期       | 2015年8月 |
| 南千鶴 みなみ ちづる       | グリーン | 2000年7月4日（25歳）   | 2016年5月  | 2017年1月 |
| 伊東りさ いとう りさ       | オレンジ | 1998年12月21日（26歳） | 2014年5月  | 2017年8月 |
| 横山あみ よこやま あみ     | ピンク   | 1996年10月31日（28歳） | 初期       | 2018年3月 |
| 鈴木えりか すずき えりか   | レッド   | 1998年7月13日（26歳）  | 初期       | 2018年5月 |
| 千寿うらら せんじゅ うらら | イエロー | 2000年1月21日（25歳）  | 2016年5月  | 2018年8月 |

## 作品

### シングル
1. Get Your Love/ピクセルコースター（2012年12月19日）
2. 激スプラッシュ　ビッグラブ〜希望の誕生〜
3. 少女タイムリープ
4. My Sweet Memory
5. ＃拡散希望 〜見つけて！私達〜（2014年6月25日）